# Jan Hupperts
Johannes Hubertus Henricus (Jan) Hupperts (Gulpen, 24 oktober 1921 – Ulestraten, 28 juli 2019) was een Nederlands pianist en (koor)dirigent.
Hij was zoon van Belgische Anne Marie Haering en Limburgse schoenmaker Hendrik Bernardus Hupperts. Vader was organist van de dorpskerk; een oom leidde het plaatselijk kerkkoor. Hijzelf was getrouwd met Zus Cox. Hij is een neef van dirigent Paul Hupperts.
Hij begon zelf in het operakoor St Caecilia in zijn geboorteplaats; hij voerde toen nog de sopraanstem.
Hij kreeg een brede opleiding aan het Stedelijke Muzieklyceum Maastricht van Alphons Crolla. Hij kreeg les in piano, orgel, en koordirectie. Latere studies vonden plaats aan het Conservatorium van Amsterdam bij Willem Andriessen en privéles van George van Renesse en Walter Kaufman (tijdens diens onderduik in Maastricht, piano). Hij moest vanwege het lyceum voornamelijk staatsexamens doen. Ook Jaap Spaanderman en Henri Hermans (beiden directie) en Paul Bastide (piano) gaven hem les. 
Zijn loopbaan begon als concertpianist met optredens in de grote steden van Nederland, zo speelde hij onder meer met het Residentie Orkest onder Frits Schuurman (1946), die te boek staat als zijn ontdekker. Hij leidde gedurende zijn leven tal van koren, waaronder de zeer plaatselijke (bijvoorbeeld Terwinselens Mannenkoor) tot regionale koren (Koninklijk Roermonds Mannenkoor). Op zijn vijftigste verjaardag werd voor hem een jubileumviering georganiseerd, waarbij optrad als solist in het Pianoconcert nr. 3 van Ludwig van Beethoven begeleid door het Limburgs Symfonie Orkest onder leiding van André Rieu sr.; na de pauze gaf hij leiding aan zijn Roermond’s mannenkoor en het orkest in koorwerken van  Giuseppe Verdi.
Hij gaf ook leiding aan uitvoeringen van opera’s onder de vlag van Operavereniging Verdi, dat overging in de door hemzelf opgerichte Zuid Nederlandse Opera, samen met Jef Baarts. Zijn werkterrein lag voornamelijk in Limburg. Een van zijn laatste wapenfeiten waren de concerten van het Toonkunstkoor Maastricht; hij was toen 91-jaar oud. Gedurende zijn loopbaan gaf hij les aan talloze instanties muziekles, maar moest met lede ogen aanzien dat dat onderwijs langzaam afbrokkelde.

Zijn overlijdensbericht citeerde uit de Stabat Mater: 
Quaondo corpus marietur
Fac ut animato donatur
Paradisi gloria
. Hij werd begraven aan de Tongerseweg te Maastricht.